# Alexandr VI.
Alexandr VI., vlastním jménem Rodrigo Borgia (1. ledna 1431, Játiva, Valencie – 18. srpna 1503, Řím), byl papež, hlava římskokatolické církve v letech 1492–1503. Narodil se jako syn Jofrého, rytíře z Játivy z rodu Borjů (italsky Borgiů) a Isabelly Borja. Jeho otec a matka byli v blízkém příbuzenském poměru – jednalo se o bratrance a sestřenici.
Patří k nejkontroverznějším církevním představitelům v dějinách, a to nejen z pohledu katolických věřících. Na jedné straně byl diplomaticky obratný a organizačně zdatný, na straně druhé jeho zjevný nepotismus a nedbání zásad celibátu velmi poškodily autoritu papežství. Někteří jeho předchůdci i následovníci v úřadě papeže se nechovali o mnoho lépe – dnes již nelze přesně zjistit, proč se stal symbolem všech těchto tehdy poměrně běžných nešvarů právě Alexandr VI. Opakovaně se pokoušel potlačit vliv inkvizice. Byl to právě Alexandr VI., kdo dal zastavit vyšetřování filozofa Pica della Mirandoly, které nařídil předcházející papež Inocenc VIII.

## Život a kariéra

### Kardinál
V roce 1456, když mu bylo pětadvacet let, ho jeho strýc z rodu Borgiů, papež Kalixtus III., jmenoval kardinálem. Dále získal úřad papežova místokancléře, který si udržel i po strýcově smrti a v této funkci přečkal ještě období pontifikátu dalších tří papežů. Po většinu života žil jako typický renesanční velmož: byl mecenášem umění a otcem mnoha levobočků (většina historiků uvádí, že byl otcem sedmi nemanželských dětí, ale existuje i názor, že jich bylo deset). Jednou z jeho dcer byla známá Lucrezia Borgia, později provdaná za ferrarského vévodu, o níž v soudobé Itálii kolovala řada klepů (pověsti o travičství dnes většinou nejsou považovány za věrohodné).

### Papež
V noci z 10. na 11. srpna 1492 byl Rodrigo Borgia jednomyslně zvolen papežem. Tento výsledek byl překvapivý proto, že se mu na začátku konkláve, tj. 6. srpna, nedávaly velké šance. Podstatně lepší vyhlídky měli podle všeho mínění Portugalec da Costa a italští kardinálové Ardicinio della Porta, Ascanio Sforza a Giuliano della Rovere. Tvrdí se, že Borgia si většinu hlasů koupil. Není pochyb o tom, že Borgia si dovedl za svou více než pětatřicetiletou činnost ve funkci kardinála a místokancléře církve opatřit dostatek peněz a zdrojů, aby mohl dát lákavé volební sliby.
Rodrigu Borgiovi bylo v době, kdy byl zvolen papežem, šedesát jedna let. V Římě byla tato volba oslavována. Pro většinu z účastníků tehdy ještě nebyl netvorem, v jehož podobě pak vešel do dějin. Sigismondo Conti, určitě žádný z Borgiových chvalořečníků, o něm píše: "Uměl se velmi dobře prezentovat, byl výborným řečníkem a měl důstojné vystupování. K tomu přispívala jeho majestátní postava. Navíc se nacházel ve věku, kdy jsou podle Aristotela lidé nejchytřejší; měl asi šedesát roků. Pro svou tělesnou zdatnost a duševní svěžest mohl dostát závazkům svého nového postavení."
Jacopo Gherardi popisuje Borgiu jako muže "majícího velké cíle, který je navzdory průměrnému vzdělání schopen působivě a obratně mluvit; svou prohnanost má od přírody a umí si obdivuhodně poradit v každé situaci". Za zmínku také stojí úsudek, který vyslovil Gaspare de Verona: "Jeho řeč je ušlechtilá a přívětivá. Uchvacuje vznešené dámy všude, kde se s nimi setká, a působí na ně přitažlivou silou, která je silnější, než když magnet přitahuje železo. Má se však za to, že je všechny nedotčené posílá zase pryč." Pravděpodobně chtěl touto poznámkou pouze žertovně narazit na Borgiovu přístupnost půvabům ženského pohlaví, která již byla všeobecně známá.

#### Ženy a děti
Ze všech žen hrála v životě Rodriga Borgii nejdůležitější roli Vanozza de Catanei. Původ matky Cesara, Juana, Lucrezie a Joffreho je však nejasný. Vanozza byla nejméně třikrát vdaná. V roce 1518 pak zemřela v Římě jako zámožná a vážená paní. Jejího pohřbu se zúčastnili na podnět Lva X. i vysocí hodnostáři papežského dvora. Kromě dětí s Vanozzou měl Rodrigo ještě nejméně dvě dcery a syna. Za svého jediného dědice určil Juana, svého druhého syna, kterého měl s Vannozou. Fakt, že nebral ohled na Cesareho, by bylo možné vysvětlit tím, že Cesare byl již určen pro církevní dráhu.
V roce 1493 jmenoval svého syna Cesara Borgiu, kterému bylo právě osmnáct let, kardinálem. Když byl ale v roce 1497 za záhadných okolností zavražděn Alexandrův nejmilovanější syn Juan Borgia, vyhlédnutý pro politickou dráhu, své rozhodnutí anuloval a z Cesara učinil světského monarchu.
Jeho dcera Lucrezie měla dítě buď se svým otcem, nebo bratrem. Papež Alexandr VI. novorozeně legitimizoval dvěma papežskými bulami – v jedné jako svého syna, v druhé jako vnuka.

### Spor s Karlem VIII.

Desiderando nui, 1499

Již pouhé dva roky po svém zvolení papežem se Alexandr VI. dostal do těžké politické situace, kterou mnozí jeho protivníci považovali za konec jeho pontifikátu. Sporným bodem se tehdy stalo Neapolské království. Po smrti neapolského krále Ferranta Aragonského si na trůn činil nárok králův syn Alfons II. Neapolský a rovněž francouzský král Karel VIII. Papež Alexandr VI. uznal za neapolského krále Alfonse Aragonského a svého syna Joffreho Borgiu oženil s Alfonsovou dcerou Sancií. Francouzský král reagoval na tyto události vpádem do Itálie. Do Říma vtáhl se svými vojsky 31. prosince 1494. Po několika jednáních se s Alexandrem VI. usmířil a pokračoval v tažení dále na Neapolské království, kterého se, stejně jako Říma, zmocnil bez boje. V té chvíli ovšem došlo k tomu, s čím papež již delší dobu tajně počítal – jednotlivým státům na území Itálie došla trpělivost s přítomností Francouzů na jejich území a tak se velmi rychle vytvořila protifrancouzská koalice papežských vojsk s vojsky Benátek, Milána a Španělska, která nakonec Francouze spojenými silami vyhnala. Jediným státem na území Itálie, který se v tomto sporu postavil na stranu francouzského krále, byla Florencie, ve které měl tehdy rozhodující slovo dominikánský mnich Girolamo Savonarola. Ten byl až do této chvíle Alexandrem VI. do určité míry respektován, ale nyní se mezi papežem na jedné straně a fanatickým mnichem na straně druhé rozhořel ostrý spor, který ukončila až poprava Savonaroly v roce 1498.

### Přítel Borgiů Ludvík XII.
V diplomatických vztazích mezi Římem a Francií nastal radikální obrat až po náhlé smrti krále Karla VIII., po níž nastoupil na francouzský trůn Ludvík XII. S tímto králem uzavřel papež oboustranně výhodnou dohodu – Ludvík žádal papeže o zrušení svého prvního sňatku, aby mohl uzavřít sňatek další, politicky výhodnější. Alexandr VI. mu vyhověl a za odměnu získal pro svého syna Cesareho Borgiu za manželku Ludvíkovu příbuznou Charlottu d'Albret, sestru krále navarrského. Kromě tohoto výhodného sňatku byl Cesare Borgia navíc francouzským králem povýšen na vévodu z Valence a jmenován hrabětem z Diois a pánem z Issodounu. Ludvík XII. následně vtrhl do Itálie a s pomocí Borgiů, Benátek a Florencie se zmocnil Milána. Za věrné vojenské služby francouzské koruně byla Cesaremu Borgiovi poskytnuta Ludvíkem XII. část vojska. Tu Cesare spojil s italskými vojáky, najatými žoldáky a vojskem papežovým, čímž vytvořil nejmocnější armádu na území střední Itálie. S ní pak obsadil rozsáhlá území v této oblasti a stal se tu neomezeným vládcem. Borgiové tak mocensky ovládli nejen Řím, ale území celého církevního státu, které bylo dosud rozdrobeno mezi několik často samozvaných vládců.

### Spor o zámořské državy
Asi jeho vůbec nejznámějším zahraničněpolitickým činem se stalo rozdělení zámořských držav na španělskou a portugalskou sféru vlivu. V květnu 1493 vydal papež bulu Inter caetera, v níž se stanovovala demarkační linie určující zájmové sféry obou mocností (táhla se pomyslně od pólu k pólu asi 480 km západně od Kapverdských ostrovů). Další vyjednávání vedlo k určitým modifikacím bodů obsažených v bule a uzavření Tordesillaské smlouvy s definitivním stanovením linie.

### Závěr života
Kolovala o něm řada nepodložených pověstí a klevet, které mu připisovaly i vraždění politických odpůrců, nic z toho se však nedá spolehlivě prokázat. Snad k těmto pověstem přispěla i násilnická povaha jeho syna Cesareho, který prokazatelně své odpůrce odstraňoval. Zdá se, že sám papež se svého syna v závěru života obával a nechal se jím často ovlivňovat.
Papež Alexandr VI. zemřel 18. srpna 1503 v Římě, možná na malárii, jeho smrt je však spojována spíše s otravou jedem.

## Nevázaný život
V mnoha knihách se lze dočíst o tom, že Rodrigo Borgia byl v mládí velmi nevázaný. Přestože se na dobových obrazech objevuje jako tělnatý pán, jeden z tehdejších kronikářů píše: „Byl to velmi hezký mladík, vysokého vzrůstu a silných svalů. Často se usmíval a mluvil slušně. Když se později stal Svatým otcem, byl nepříjemný, nervózní, nehezký a hodně tlustý, stále však měl kolem sebe houf krásných a mladých milenek. Ty ho skutečně obdivovaly. Ačkoliv byl hezkých pár let v kategorii kmetského věku, milovat uměl jako mladík.“ Za pontifikátu Alexandra VI. se Řím stal městem, jež nikdy nespí. Rodrigo si ve městě vydržoval nespočet milenek. Byl to velice schopný muž a díky intrikám dostal, co chtěl.

## Potomci Alexandra VI.
- Pedro-Luis Borgia (asi 1460–1488), vévoda gandijský;
- Girolama Borgia (1469–1483);
- Isabela Borgia (1470–1541), provdána za Pietra Matuzziho;
- Cesare Borgia (1475–1507), vévoda z Valentinois a Romagne;
- Juan Borgia (1476–1497), druhý vévoda gandijský, v roce 1497 za dodnes nevyjasněných okolností zavražděn. Jeho vnuk Francisko Borgia, generál jezuitského řádu, byl roku 1671 prohlášen za svatého;
- Lucrezia Borgia (1480–1519);
- Joffre Borgia (1481–1517), kníže squillacejský.

Podle některých historiků[kdo?] měl Alexandr VI. ještě další tři děti.

## Odrazy v kultuře

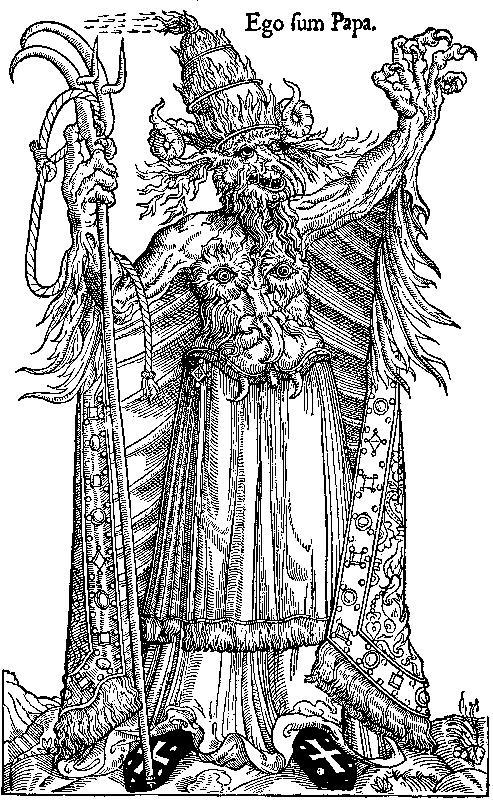
Ego sum papa, protipapežská karikatura papeže Alexandra VI.

- Borgiové – maďarsko-kanadsko-irský koprodukční televizní seriál z roku 2011. Seriál začíná v době úmrtí papeže Inocence VIII., kdy začaly tahanice o papežský stolec.[7]
- Borgia – francouzsko-německo-český koprodukční televizní seriál z roku 2011. Rodrigo Borgia usedá na papežský stolec.[8]
- Rodina – román amerického spisovatele Maria Puza. Román je historickou romancí o rodině Borgiů, kterou autor Kmotra vidí jako předchůdkyni všech pozdějších italských mafiánských klanů. Příběh začíná rokem 1492, kdy kardinál Rodrigo Borgia zakládá dynastii, proslavenou v dějinách travičstvím, krvesmilstvem a intrikami.
- Krev Borgiů – španělský historický film z roku 2006. Rodrigo je zde popisován jako dobrý diplomat s velkými ambicemi. Aby dosáhl svých cílů, je schopen všeho. Bratra své milenky udělá kardinálem a svou dceru provdá vždy, když se mu to hodí. Právě ve filmu Krev Borgiů je Lucrezia ukázána jako pobožná – v té době se ničím nelišila od ostatních žen. Cesare Borgia je naopak vyobrazen jako nemilosrdný vrah, který svoje činy omlouval tím, že takto si to přál papež.[9]
- Assassin's Creed – počítačové hry firmy Ubisoft Entertainment. Ve hře Assassin's Creed II vystupuje hlavní antagonista hry Rodrigo Borgia jako vůdce frakce templářů.